# Заукіска уступу
Заукіска уступу (рос. заоткоска уступа, англ. stable slope, нім. Böschungssicherung f) — роботи з надання уступу в його граничному положенні стійкого кута схилу. Проводяться в залежності від властивостей порід уступу драґлайнами, за допомогою вибуху зарядів у похилих свердловинах або за допомогою вибухів віяла свердловин, пробурених у площині тривкого схилу з проведених в масиві уступу штолень.